# Мемориал Дениса Тена
Мемориал Дениса Тена — ежегодное международное соревнование по фигурному катанию, которое проводится в Казахстане и организуется Национальной федерацией конькобежцев Казахстана и Фондом Дениса Тена. Турнир назван в честь казахстанского фигуриста Дениса Тена, завоевавшего бронзовую медаль на Олимпийских играх 2014 года. Первый турнир состоялся в 2019 году, с 2021 года соревнования являются частью серии «Челленджер» (CS). Спортсмены соревнуются в мужском и женском одиночном катании, парном катании и танцах на льду среди взрослых и юниоров.

## Медалисты

### Мужчины
| Год     | Место проведения                              | Золото                                        | Серебро                                       | Бронза                                        | Источник                                      |
| 2019    | Алма-Ата                                      | Морис Квителашвили                            | Макар Игнатов                                 | Даниэль-Альберт Науритс                       | [ 3 ]                                         |
| 2020    | Соревнование отменено из-за пандемии COVID-19 | Соревнование отменено из-за пандемии COVID-19 | Соревнование отменено из-за пандемии COVID-19 | Соревнование отменено из-за пандемии COVID-19 | Соревнование отменено из-за пандемии COVID-19 |
| 2021 CS | Нур-Султан                                    | Пётр Гуменник                                 | Марк Кондратюк                                | Андрей Мозалёв                                | [ 4 ]                                         |
| 2022 CS | Алма-Ата                                      | Ника Эгадзе                                   | Диас Жиренбаев                                | Владимир Литвинцев                            | [ 5 ]                                         |
| 2023 CS | Астана                                        | Лим Джухон                                    | Ника Эгадзе                                   | Ким Хангиль                                   | [ 6 ]                                         |
| 2024 CS | Астана                                        | Михаил Шайдоров                               | Владимир Литвинцев                            | Ника Эгадзе                                   | [ 7 ]                                         |

### Женщины
| Год     | Место проведения                              | Золото                                        | Серебро                                       | Бронза                                        | Источник                                      |
| 2019    | Алма-Ата                                      | Серафима Саханович                            | Анастасия Гулякова                            | Александра Фейгин                             | [ 3 ]                                         |
| 2020    | Соревнование отменено из-за пандемии COVID-19 | Соревнование отменено из-за пандемии COVID-19 | Соревнование отменено из-за пандемии COVID-19 | Соревнование отменено из-за пандемии COVID-19 | Соревнование отменено из-за пандемии COVID-19 |
| 2021 CS | Нур-Султан                                    | Виктория Сафонова                             | Екатерина Рябова                              | Анастасия Шаботова                            | [ 4 ]                                         |
| 2022 CS | Алма-Ата                                      | Ким Минчхэ                                    | Анна Левковец                                 | Чхве Дабин                                    | [ 5 ]                                         |
| 2023 CS | Астана                                        | Мария Сенюк                                   | Чхве Дабин                                    | Алина Урушадзе                                | [ 6 ]                                         |
| 2024 CS | Астана                                        | Анастасия Губанова                            | Софья Самоделкина                             | Лара Наки Гутманн                             | [ 7 ]                                         |

### Парное катание
| Год  | Место проведения                              | Золото                                        | Серебро                                       | Бронза                                        | Источник                                      |
| 2019 | Алма-Ата                                      | Лина Кудрявцева / Илья Спиридонов             | Лаура Баркеро / Тон Консул                    | Дорота Брода / Педро Бетегон                  | [ 3 ]                                         |
| 2020 | Соревнование отменено из-за пандемии COVID-19 | Соревнование отменено из-за пандемии COVID-19 | Соревнование отменено из-за пандемии COVID-19 | Соревнование отменено из-за пандемии COVID-19 | Соревнование отменено из-за пандемии COVID-19 |
| 2021 | Нур-Султан                                    | Карина Акопова / Никита Рахманин              | Анастасия Мухортова / Дмитрий Евгеньев        | Ясмина Кадырова / Иван Бальченко              | [ 4 ]                                         |

### Танцы на льду
| Год     | Место проведения                              | Золото                                        | Серебро                                        | Бронза                                        | Источник                                      |
| 2019    | Алма-Ата                                      | Катарина Мюллер / Тим Дик                     | Аделина Галявиева / Луи Торон                  | Максин Уэзерби / Темирлан Ержанов             | [ 3 ]                                         |
| 2020    | Соревнование отменено из-за пандемии COVID-19 | Соревнование отменено из-за пандемии COVID-19 | Соревнование отменено из-за пандемии COVID-19  | Соревнование отменено из-за пандемии COVID-19 | Соревнование отменено из-за пандемии COVID-19 |
| 2021 CS | Нур-Султан                                    | Анастасия Скопцова / Кирилл Алёшин            | Александра Назарова / Максим Никитин           | Елизавета Худайбердиева / Егор Базин          | [ 4 ]                                         |
| 2022 CS | Алма-Ата                                      | Кана Мурамото / Дайсукэ Такахаси              | Дженнифер Янсе ван Ренсбург / Беньямин Штеффан | Мария Игнатьева / Даниил Семко                | [ 5 ]                                         |
| 2023 CS | Астана                                        | Диана Дэвис / Глеб Смолкин                    | Дженнифер Янсе ван Ренсбург / Беньямин Штеффан | Мария Пинчук / Никита Погорелов               | [ 6 ]                                         |
| 2024 CS | Астана                                        | Натали Ташлерова / Филип Ташлер               | Уна Браун / Гейдж Браун                        | Алисия Фаббри / Пол Айер                      | [ 7 ]                                         |